# Roues libres (film, 2016)
Pour plus de détails, voir Fiche technique et Distribution.
Tiszta szívvel (Roues libres) est un film hongrois réalisé par Attila Till, sorti en 2016.

## Synopsis
Deux personnes handicapées rencontrent une autre personne handicapée qui est aussi un tueur et adoptent son mode de vie de gangster.

## Fiche technique
- Titre hongrois : Tiszta szívvel
- Titre français : Roues libres
- Titre anglais : Kills on Wheels
- Réalisation : Attila Till
- Scénario : Attila Till
- Pays d'origine :  Hongrie
- Langue : hongrois
- Long métrage de fiction - comédie
- Durée : 105 minutes
- Dates de sortie :
  - Hongrie : 28 avril 2016
  - Belgique : 11 septembre 2016 au Film Festival Oostende
  - Royaume-Uni : 6 octobre 2016 au London Film Festival

## Distribution
- Szabolcs Thuróczy : Rupaszov
- Zoltán Fenyvesi : Zolika
- Ádám Fekete : Barba Papa
- Mónika Balsai : Zita
- Lídia Danis (hu) : Évi
- Dusán Vitanovics :
- Björn Freiberg : Dr. Björn

## Distinctions et récompenses
- Le film est proposé à l'Oscar du meilleur film en langue étrangère pour la Hongrie.
- Arras Film Festival 2016:
  - Prix du Public, Prix regard jeunes, Syndicat français de la critique de cinéma